# Kotin Cibor Dan
Le Kotin Cibor Dan est une fête religieuse bouddhiste du Kapas Mahal, région du Bangladesh renommée par les colons britanniques Chittagong Hill Tracts en 1860. 
Elle est la plus importante fête religieuse bouddhiste au Bangladesh.

## Histoire
Cette fête est une continuation de la tradition de la cérémonie kathina qui avait lieu lorsque les moines achevaient leur retraite annuelle et se voyaient offrir des dons utiles, et en particulier de nouveaux habits. 

## Déroulement
Elle a lieu au mois de novembre de chaque année dans presque tout le Kapas Mahal, selon un calendrier défini par les autorités religieuses. Ainsi, tous les temples (kyong) bouddhistes ont leur Kotin Cibor Dan. Les participants, en général tous les villageois qui entretiennent le temple et les moines de la circonscription, donnent des offrandes (Dan) : des livres, des crayons, des fruits, des biscuits, des billets de banque accrochés sur un arbre fabriqué appelé kolpo turo gaj. Le surplus des offrandes est redistribué aux plus nécessiteux.
Le temple qui rassemble le plus de pèlerins est celui de la ville de Rangamati, appelé Raj Bono Vihar, où vit un moine bouddhiste connu sous le nom de Bono Bhante. Ce kyong, situé près du palais royal du roi des Chakma, organise lors de cet événement une nuit entière de tissage de robes de moines (Cibor). Le jour suivant, ces robes terminées en une nuit depuis le tissage jusqu'à la couture sont offertes aux moines lors de la cérémonie finale, à l'occasion de laquelle plus de 150 000 pèlerins pèlerins viennent écouter le prêche du Bono Bhante. 